# Lacerta schreiberi
La lucertola di Schreiber (Lacerta schreiberi Bedriaga, 1878) è un rettile squamato della famiglia dei Lacertidi, endemico della penisola iberica.

## Descrizione
Lacertide grande e tarchiato, con zampe robuste, testa larga e coda lunga. La lunghezza del corpo arriva fino a un massimo di 12-14 cm, mentre la coda è circa 1,5 volte più lunga. La colorazione del dorso è variabile: i maschi adulti sono perlopiù di colore verde erba o verde-giallognolo, con numerosi puntini neri. Le femmine sono solitamente brunastre o grigio-brunastre, con sfumature verdi e macchie nere irregolari che spesso si susseguono a distanza ravvicinata e assumendo la forma di tre file longitudinali; inoltre sono presenti macchie ocellate biancastre. Anche i piccoli e i giovani sono brunastri, con sui fianchi macchie ocellate giallognole dai bordi neri, talvolta disposte in file longitudinali poco fitte. Nel periodo degli accoppiamenti i maschi (e talvolta le femmine più anziane) sfoggiano una colorazione azzurra sulla gola e ai lati della testa. Il ventre è giallognolo, in genere con macchie nere, soprattutto nei maschi.

## Biologia
La lucertola di Schreiber è un lacertide relativamente pigro, che ama prendere il sole nelle vicinanze di ruscelli ma che in caso di pericolo può fuggire rapidamente e anche immergersi in acqua. La sua dieta è composta da artropodi piuttosto grandi, soprattutto insetti e ragni, ma anche da gasteropodi e da Lacertidi più piccoli. La stagione riproduttiva inizia in primavera, di solito a marzo, dopo un letargo invernale piuttosto lungo. I maschi occupano territori ben precisi che difendono con lotte ritualizzate, nelle quali la gola azzurra è sfruttata come segnale per intimidire l'avversario. Le uova, solitamente in numero di 10-20, vengono deposte tra maggio e giugno e si schiudono a settembre. I piccoli raggiungono la maturità sessuale all'età di 2-3 anni, vivendo poi fino a un massimo di 10 anni.

## Distribuzione e habitat
Questa specie vive esclusivamente sulla penisola iberica (nord e centro della Spagna, Portogallo), dove compare in diverse popolazioni separate tra loro, soprattutto in habitat umidi di collina e di montagna fino a 2100 m di altitudine. Si può trovare in habitat ricchi di vegetazione come per esempio in scarpate stradali ricoperte di piante, su cespugli di rovo ai bordi di sentieri o su falde detritiche con fitta vegetazione erbacea; frequente presso ruscelli di montagna.